# Favara (Szicília)
Favara település Olaszországban, Szicília régióban, Agrigento megyében. Lakosainak száma 31 593 fő (2023. január 1.). Favara Aragona, Comitini, Grotte, Racalmuto, Agrigento, Castrofilippo és Naro községekkel határos.

## Népesség
A település lakossága az elmúlt években az alábbi módon változott:
| Lakosok száma | 32 527 | 32 299 | 31 593 |
|               | 2017   | 2018   | 2023   |